# Patellapis vincta
Patellapis vincta là một loài Hymenoptera trong họ Halictidae. Loài này được Walker mô tả khoa học năm 1860.